# 侯赛因·厄兹居尔京
侯赛因·厄兹居尔京（土耳其語：Hüseyin Özgürgün；1965年—），北賽普勒斯政治人物、民族团结党成員，前任北賽普勒斯總理。